# Código de Esnuna
O Código de Esnuna (cerca de 1 930 a.C.) era um corpo legal da cidade mesopotâmica de Esnuna, e trazia aproximadamente 60 artigos, sendo uma mistura entre direito penal e civil, que futuramente seria a base do Código de Hamurabi.
Há razão bastante para se acreditar que este rei tenha sido o autor do código”. Bilalama teria vivido pelo fim da terceira dinastia de Ur e inicio da dinastia do Thin. É interessante notar que as leis do Esnuna (cidade situada a margem do rio Diala, afluente do Tigre) contém elementos que se encontram tanto no direito sumeriano (Códigos do Ur-Namu e do Lipite-Istar) como no direito babilônico (Código de Hamurabi) e direito assírio.
Dentre seus dispositivos, por exemplo, estava a determinação de que quando um animal com raiva provocasse a morte de alguém, seu dono era obrigado a depositar certa quantia nos cofres públicos - o que demonstra ser tal doença um problema considerado, na época.